# Jakob Friedrich Bollschweiler

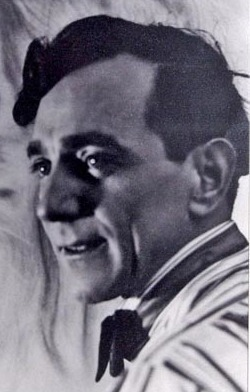
Jack Bollschweiler

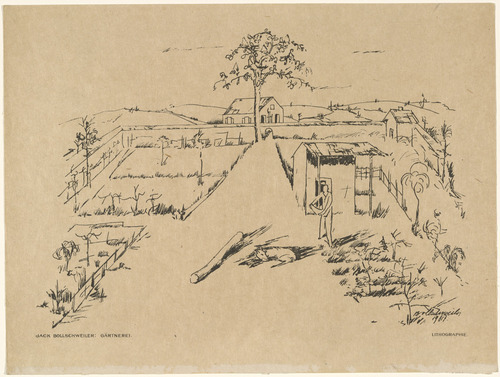
Gärtnerei

Jakob Friedrich Bollschweiler (* 9. Oktober 1888 in Lörrach; † 30. April 1938 bei Rom), auch Jack und Tschagg genannt, war ein deutscher Tiermaler, den aber auch die Schweizer als einen der Ihren ansehen, da er bereits mit sechs Jahren mit seiner Familie von Lörrach nach Zürich übersiedelte, wo sein Vater als Seidendrucker arbeitete.

## Werdegang

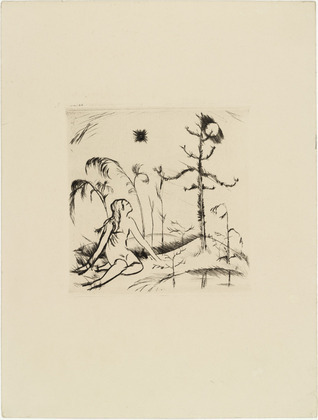
Kniendes Mädchen

Da sein Talent früh erkennbar wurde, durfte er mit 12 Jahren Zeichenunterricht bei einem Chinesen nehmen. 1903 bis 1907 absolvierte er eine Lehre als Lithograph und besuchte dann die Kunstgewerbeschule Zürich. 1907 schickte der 19-Jährige an Friedrich II. Großherzog von Baden zu dessen Regierungsantritt und 50. Geburtstag ein Ölgemälde „Schloss Rötteln“ (die Burg liegt oberhalb von Lörrach und war seit 1503 im Besitz der Markgrafen von Baden) und erhielt daraufhin ein dreijähriges Stipendium zum Besuch der Kunstakademie Karlsruhe (unter anderem Professoren Hans Thoma, Walter Conz und Wilhelm Trübner). Nach einer Italienreise studierte er ab 1913 bei Professor Peter von Halm an der Kunstakademie München. Anschließend arbeitete er in Karlsruhe, Paris, Venedig, Florenz, Rom, auf Capri, in Köln, Hamburg, Heidelberg, Mannheim und Baden-Baden.

## Leben
Offiziell lebte Bollschweiler ab 1919 in Zürich, wo er sein Atelier in der Alte Kirche Fluntern einrichtete. Nach zwei Jahren in Capri wohnte und arbeitete er gegenüber dem Zoo in Berlin, wo er bald zum engeren Kreis um Leni Riefenstahl gehörte, die ihm manche Türen öffnete. Sein Ziel, Tiere nicht nur zu malen, sondern sich auch mit ihnen anzufreunden, um ihre Seele besser mit dem Pinsel einfangen zu können, gelang ihm vor allem bei den Affen und Raubkatzen des Berliner Zoos (wie seine Bilder deutlich machen). Tragisch war sein Tod: Er kam bei einem Flugzeugabsturz bei Formia (zwischen Rom und Neapel) auf der Rückreise von den Hochzeitsfeierlichkeiten des albanischen Königs Achmed Zogu (mit Geraldine, der Tochter des ungarischen Grafen von Apponyi), dem er ein Tierbild und sein handschriftliches Tiergeschichten-Buch schenkte, ums Leben. Offenbar stieß das Flugzeug bei Nebel gegen einen Berg – nach einer anderen Version wurde es von der albanischen Geheimpolizei mittels Zeitbombe gesprengt, um den Agenten des italienischen Generalstabs Piero Marconi zu töten; nach wieder einer anderen Quelle sollte ein Versicherungsbetrug um die der neuen Königin geschenkten Cartier-Juwelen vertuscht werden, die angeblich wegen einer gewünschten Änderung an Bord waren. Tschagg wurde begraben auf dem Acatolica-Friedhof in Rom, Stein Nr. 1058, Südseite. Bollschweiler blieb unverheiratet.

## Werke

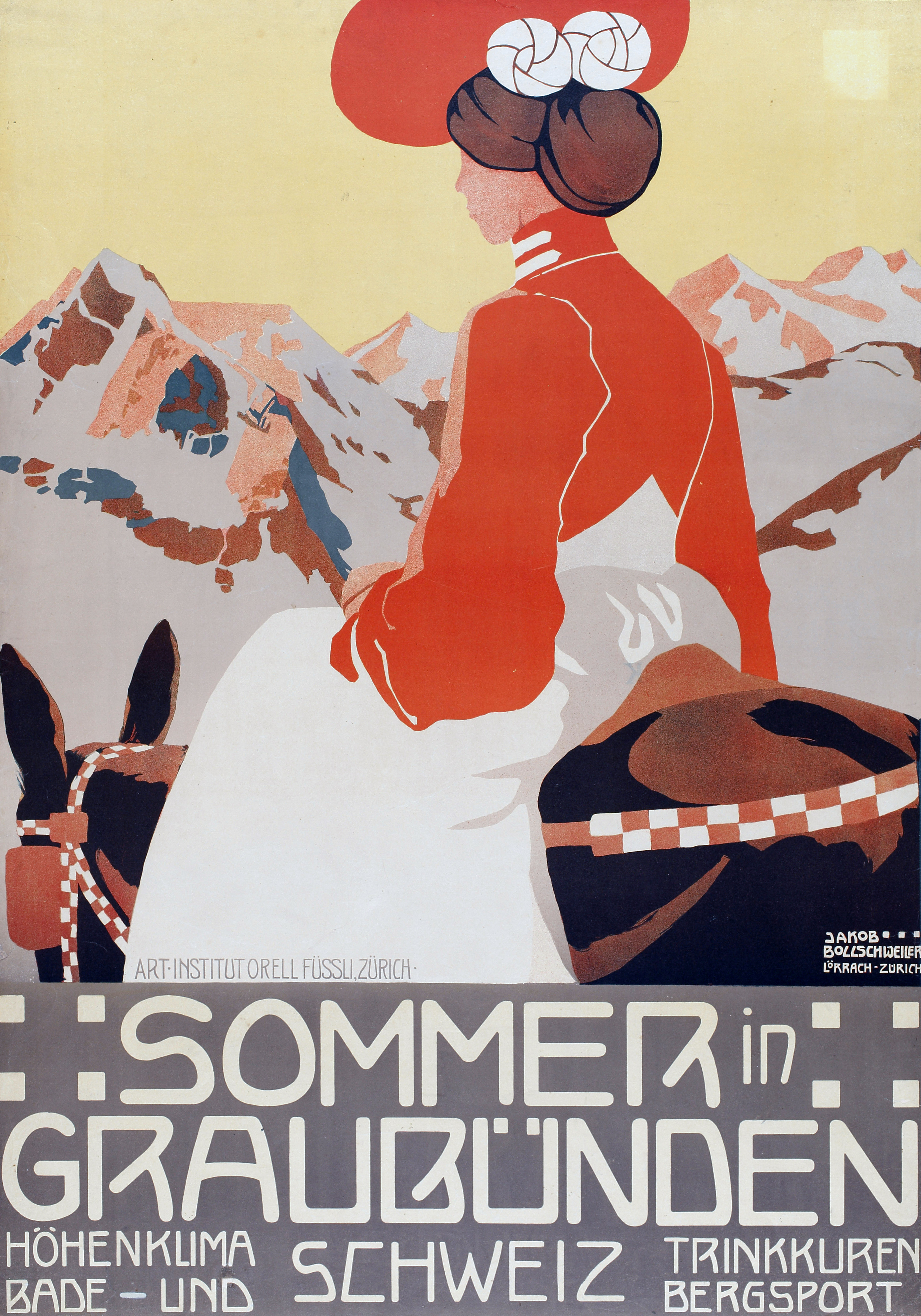
Plakat Sommer in Graubünden (1905)

Aus dem Ersten Weltkrieg sind seine Porträts von Kriegsgefangenen verschiedener Nationalität bekannt. Nach ersten Arbeiten zu verschiedenen Themen (Porträts, Stillleben, Landschaften), Techniken und Stilrichtungen etablierte sich Bollschweiler etwa ab 1925 vor allem als Tiermaler. Meist arbeitete er nun in Pastell, Tempera und mit Silberstift. Seinen „Pferdekopf“ erwarb Adolf Hitler auf der Eröffnungsausstellung des Hauses der deutschen Kunst 1937 in München, um ihn Leni Riefenstahl zu schenken (er zeigt den Kopf des Schimmels „Märchen“, auf dem Riefenstahl ihre Reitkünste als Amazonenkönigin für den vorgesehenen Film „Penthesilea“ trainierte.) Die meisten seiner Werke sind in Privatbesitz, doch kauften auch staatliche Museen seine Bilder. Sie dürften aber – wie die 21 Tierbilder aus seiner letzten Phase im Museum für angewandte Kunst in Leipzig – im Zweiten Weltkrieg verloren gegangen sein.

## Ausstellungen
- 1917: Moderne Galerie Thannhauser, München
- März 1918: Galerie Moos, Karlsruhe
- September 1920: Ausst. von Werken badischer Künstler, Kunstverein, Karlsruhe
- August 1921: Mannheimer Kunsthalle (31.7. bis 11.9. 1921)
- Dezember 1921: Galerie Neupert, Zürich
- ca. 1923: Ausstellungen in Rom und New York
- Januar 1935: Reichspräsidentenpalais, Berlin
- ca. 1936: Kameradschaft Deutscher Künstler, Berlin
- Mai 1937: Tierkunstausstellung des Amtes Rosenberg
- Juli 1937: Haus der deutschen Kunst, München
- Dezember 1938: Gedächtnisausstellung der Preußischen Akademie der Künste, Berlin (72 Werke)